# Книга Иосифа Плотника
Книга Иосифа Плотника — один из новозаветных апокрифов, посвящённый жизни и последним годам приёмного отца Иисуса Иосифа.
Текст создан в форме повествования самого Иисуса о жизни Иосифа, данного ученикам на горе Масличной. Начинается с описания обручения Иосифа с Девой Марией, при этом указывается что у Иосифа уже было четверо сыновей и две дочери от предыдущего брака и что он был вдовцом. Далее текст продолжает линию повествования Евангелия от Иакова, закончившуюся на рождении Иисуса. Описываются последние годы жизни Иосифа, а также наступление его смерти и его предсмертные мольбы.
Считается, что создание Книги Иосифа Плотника было попыткой увеличить значение и почитание Иосифа, которое преобладало в Египте. Предполагается, что этот текст был создан в Египте в  V в. н. э. К нынешнему времени сохранилось два варианта книги: один — на коптском, второй — на арабском языке.